# Heinrich-Heine-Institut

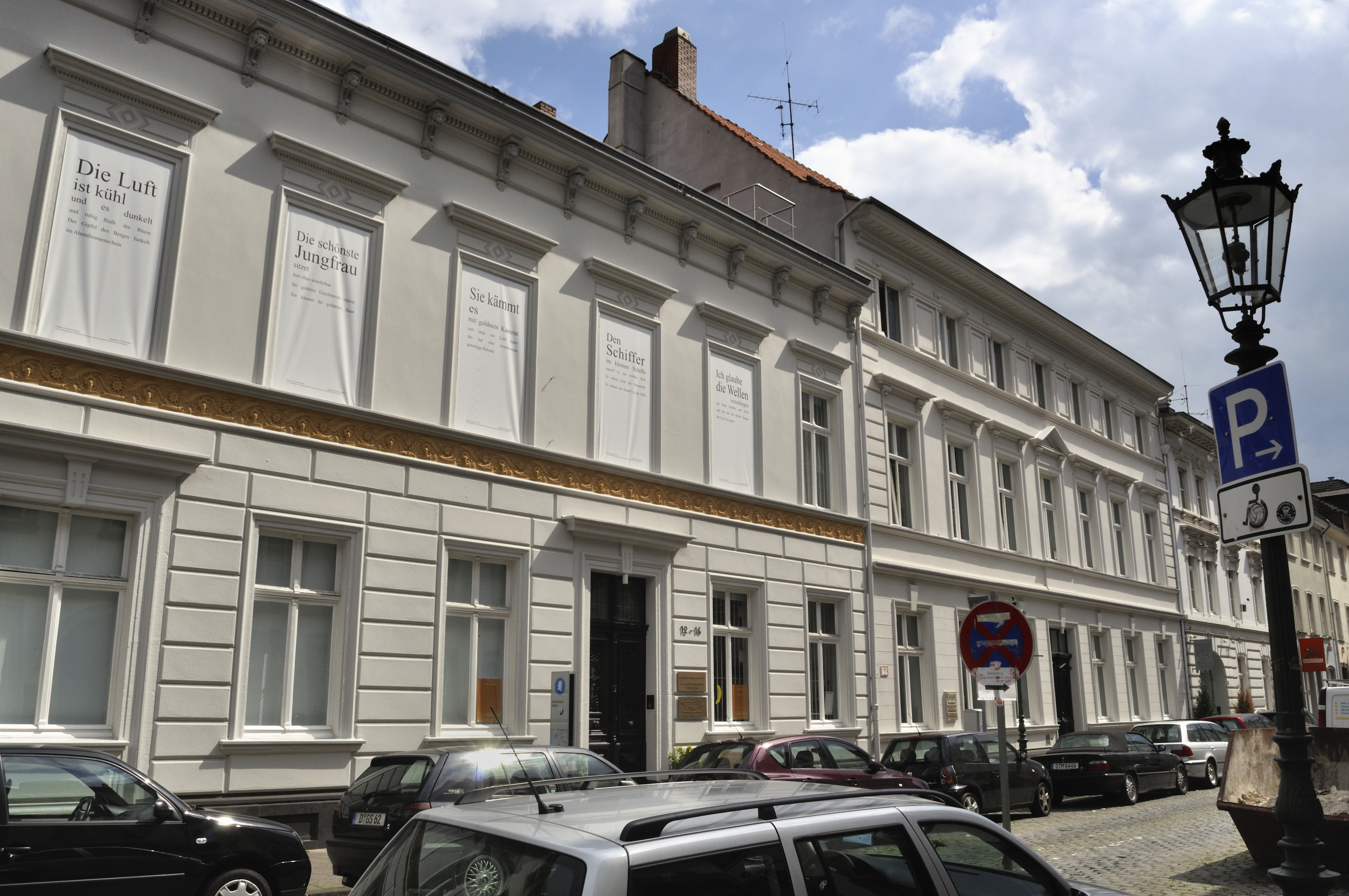
Heinrich-Heine-Institut in der Bilker Straße 12–14 (2010)

Das Heinrich-Heine-Institut ist eine Einrichtung zur Erforschung und zur Darstellung des Lebens und des Werks des Schriftstellers Heinrich Heine mit Sitz in Düsseldorf.

## Geschichte des Instituts
Das Institut wurde 1970 gegründet. Sein Bestand ging aus der Handschriftensammlung der Landes- und Stadtbibliothek Düsseldorf hervor, nachdem die übrigen Schriften dieser Bibliothek in die Bestände der Universitäts- und Landesbibliothek der neu gegründeten Universität Düsseldorf, die später ebenfalls nach Heine benannt wurde, überging. Die Landesbibliothek war dabei Nachfolgerin der Kurfürstlichen Bibliothek der Kurfürsten zu Pfalz-Neuburg.
Neben dem Heine-Archiv umfasst die Sammlung das Schumann-Archiv sowie weitere Schriften der vormaligen Landesbibliothek.

## Institutstätigkeit
Das Institut, das mit der Heinrich-Heine-Gesellschaft zusammenarbeitet, gliedert sich in ein Archiv, eine Bibliothek und ein Museum. Das Museum beinhaltet dabei eine Dauerausstellung zu Heine und widmet sich ausschließlich diesem Dichter, während Bibliothek und Archiv auch Bestände ohne Heine-Bezug führen.

### Archiv
Das Archiv enthält unter anderem
- das Rheinische Literaturarchiv, welches sich ausschließlich mit rheinischen Autoren vom 19. Jahrhundert bis zur Jetztzeit befasst
- die Allgemeine Autographensammlung (17.–19. Jahrhundert)
- das Schumann-Archiv
- weitere 50 Nachlässe und
- ein Bild- und ein Fotoarchiv

### Bibliothek
Es gibt eine Bibliothek nebst Lesesaal. Diese umfasst
- die Heine-Bibliothek mit Werken von und über Heinrich Heine
- die Heine-Nachlass-Bibliothek aus dem Nachlass des Dichters
- Heine-Vertonungen und
- Nachlassbibliotheken aus dem Rheinischen Literaturarchiv

### Heinrich-Heine-Portal
Das Heinrich-Heine-Portal ist ein digitales Informationssystem und enthält
die historisch-kritische Düsseldorfer Heine-Ausgabe (DHA) und die Briefabteilung der
Weimarer Säkularausgabe (HSA).

## Heinrich-Heine-Museum und Ausstellung
Die Dauerausstellung „Romantik und Revolution“ beschäftigt sich mit Leben, Werk und Zeit des Düsseldorfer Dichters Heine.
Die Dauerausstellung gliedert sich in neun Räume:
- Familie (vor 1797)
- Anfänge (1797–1819)
- Aufbruch (1819–1831)
- Exil (1831–1848)
- Matrazengruft (1848–1856)
- Zeitgenossen (Wirkung), insb.  Robert und Clara Schumann
- Nachwelt (Wirkung)
- ein „Literaturlabor“
- eine Hör- und Leseecke

In den Räumen finden auch Wechselausstellungen statt, die teilweise auch vom Institut kuratiert werden, so im Jahr 2012 eine Ausstellung zu B. Traven.